# Challenger Cherbourg-La Manche 2025
Il Challenger Cherbourg-La Manche 2025 è stato un torneo maschile di tennis professionistico. È stata la 37ª edizione del torneo, facente parte della categoria Challenger 75 nell'ambito dell'ATP Challenger Tour 2025, con un montepremi di 91 000 €. Si è giocato dal 10 al 16 marzo 2025 sui campi in cemento indoor del Complexe Sportif Chantereyne di Cherbourg, in Francia.

## Partecipanti

### Teste di serie
| Nazionalità | Giocatore             | Ranking* | Testa di serie |
| ----------- | --------------------- | -------- | -------------- |
| Francia     | Pierre-Hugues Herbert | 180      | 1              |
|             | Alibek Kačmazov       | 186      | 2              |
| Francia     | Titouan Droguet       | 193      | 3              |
| Giappone    | Yuta Shimizu          | 197      | 4              |
| Francia     | Antoine Escoffier     | 206      | 5              |
| Austria     | Jurij Rodionov        | 209      | 6              |
| Belgio      | Gauthier Onclin       | 212      | 7              |
| Kazakistan  | Beibit Zhukayev       | 213      | 8              |

* Ranking al 3 marzo 2025.

### Altri partecipanti
I seguenti giocatori hanno ricevuto una wild card per il tabellone principale:
- Kenny de Schepper
- Maé Malige
- Loann Massard

Il seguente giocatore è entrato in tabellone come alternate:
- Jakub Paul

I seguenti giocatori sono passati dalle qualificazioni:
- Tom Gentzsch
- Cyril Vandermeersch
- Lukáš Pokorný
- Adrien Gobat
- Jahor Herasimaŭ
- Arthur Fery

I seguenti giocatori sono entrati in tabellone come lucky loser:
- Vitaliy Sachko
- Patrick Zahraj

## Punti e montepremi
| Torneo    | Torneo              | V     | F     | SF    | QF    | 2T    | 1T  | Q | Q2  | Q1  |
| Singolare | Punti               | 75    | 44    | 22    | 12    | 6     | 0   | 4 | 2   | 0   |
| Singolare | Premi in denaro (€) | 9,880 | 5,820 | 3,450 | 2,000 | 1,165 | 720 | – | 360 | 185 |
| Doppio    | Punti               | 75    | 44    | 22    | 12    | –     | 0   | – | –   | –   |
| Doppio    | Premi in denaro (€) | 4,250 | 2,450 | 1,480 | 880   | –     | 500 | – | –   | –   |

## Campioni

### Singolare
Pierre-Hugues Herbert ha sconfitto in finale  Jelle Sels con il punteggio di 6–3, 6–4.

### Doppio
Oleg Prihodko /  Vitaliy Sachko hanno sconfitto in finale  Lukáš Pokorný /  Giorgio Ricca con il punteggio di 6–2, 6–2.